# ジョン・プロヴォスト
ジョン・プロヴォスト(Jon Provost)ことジョナサン・バイオン・プロヴォスト（Jonathan Bion Provost、1950年3月12日 - ）は、アメリカ合衆国の俳優である。テレビドラマシリーズ『名犬ラッシー』の第4シーズン以降の主役ティミー・マーティン役で知られる。

## 生涯
プロヴォストは1950年3月12日にロサンゼルスで生まれた。1954年、4歳のとき、ビング・クロスビーとグレース・ケリーが主演の映画『喝采』に出演した。その後、『地獄の罠』（1956年、アニタ・エクバーグと共演）、『二人の可愛い逃亡者』（1957年、テレサ・ライト、キャメロン・ミッチェルと共演）に出演した。
1957年、CBSのテレビドラマシリーズ『名犬ラッシー』のティミー・マーティン役に抜擢された。プロヴォストは第4シーズンのメインキャストの一人として、トミー・レティグ、ジャン・クレイトン、ジョージ・クリーブランドらと共演した。しかし、シーズンの途中でクリーブランドが死去し、レティグとクレイトンが降板したため、プロヴォスト演じるティミーを主役とするように内容が改められた。翌年、ティミーの母親ルースを演じるジューン・ロックハートと撮影現場で出会い、2人は親友となった。1958年12月25日、プロヴォストはラッシーと共に、テネシー・フォード司会のNBCのバラエティ番組『フォードショー』に出演した。

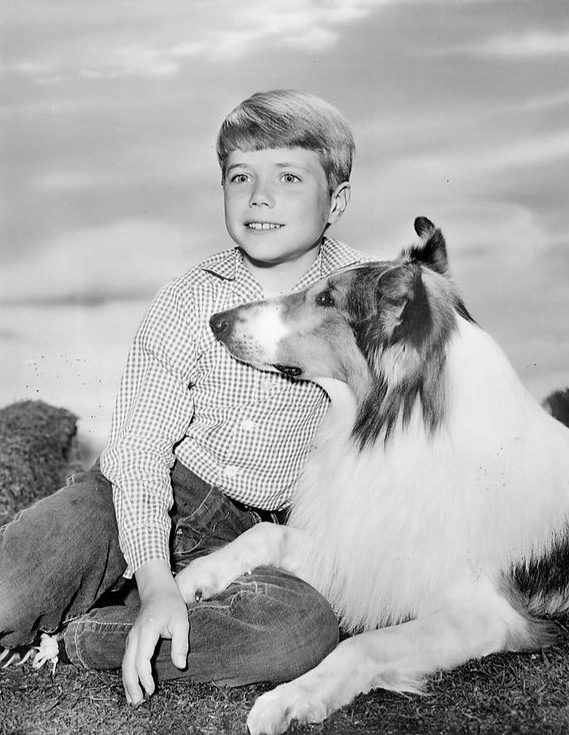
プロヴォスト演じるティミーとラッシー（1962年頃）

プロヴォストは1957年から1964年までの7シーズンに渡り、ティミー役で『名犬ラッシー』に出演し、視聴者の人気を博した。その間、ラッシーは、初代ラッシーであるパルの息子のラッシージュニア、孫のベイビーとスプークの3匹の犬が演じた。2014年のインタビューでプロヴォストは、「私はベイビーと5年間続けて仕事をした。彼と私の間には明らかに絆があった。彼は私のお気に入りで、私が共演した中で一番知的だったとさえ思う。みんな素晴らしい犬だった」と語った。
プロヴォストが14歳になった1964年、スポンサーのキャンベル・スープ・カンパニーはあと3年の出演を望んだが、プロヴォストは契約を更新しないことにした。プロヴォストはその後も俳優の仕事を続け、『雨のニューオリンズ』(1966年、ナタリー・ウッド、ロバート・レッドフォード主演）、『テニス靴をはいたコンピューター』（1969年、カート・ラッセル主演）などに出演した。
その後、俳優を引退してカリフォルニア州ソノマ郡のソノマ州立大学に入学した。大学卒業後はソノマ郡で不動産業に従事するほか、様々な慈善活動に参加した。
1989年、『名犬ラッシー』(The New Lassie)に不動産業者のスティーヴ・マッカロー役で出演し、俳優業に復帰した。
1990年、ヤング・アーティスト財団の「元子役スター生涯功労賞」を受賞した。1994年、ハリウッド・ウォーク・オブ・フェームのハリウッド・ブールバード7080番地にプロヴォストの星が設置された。
2007年12月、回顧録"Timmy's in the Well: The Jon Provost Story"が出版された。

## 出演歴
| 年        | 作品名                                                        | 役名                          | 備考                        |
| --------- | ------------------------------------------------------------- | ----------------------------- | --------------------------- |
| 1953      | 母よ So Big                                                   | Dirk（2歳）                   | クレジットなし              |
| 1954      | 喝采 The Country Girl                                         | Johnnie Elgin                 | クレジットなし              |
| 1956      | He Laughed Last                                               | 子供                          | クレジットなし              |
| 1956      | 地獄の罠 Back from Eternity                                   | Tommy Malone                  |                             |
| 1956      | ロケット・パイロット Toward the Unknown                       | Joe Craven Jr.                | クレジットなし              |
| 1957      | All Mine to Give                                              | Robbie Eunson - age 6         |                             |
| 1957      | 二人の可愛い逃亡者 Escapade in Japan                          | Tony / Tony Saunders          |                             |
| 1957-1964 | 名犬ラッシー Lassie                                           | Timmy Martin / Timmy Claussen | テレビドラマ。全249話に出演 |
| 1963      | Lassie's Christmas Tail                                       | Timmy Martin                  |                             |
| 1963      | 名犬ラッシーの大冒険 Lassie's Great Adventure                 | Timmy Martin                  |                             |
| 1965      | ミスター・エド Mister Ed                                      | 本人役                        |                             |
| 1966      | 雨のニューオリンズ This Property Is Condemned                 | Tom                           |                             |
| 1969      | テニス靴をはいたコンピューター The Computer Wore Tennis Shoes | Bradley                       |                             |
| 1970      | The Secret of the Sacred Forest                               | Jimmi                         |                             |
| 1992      | Star Time                                                     | Paramedic #2                  |                             |
| 1998      | Playing Patti                                                 | 本人役                        |                             |
| 2013      | Susie's Hope                                                  | Don Vaughan                   |                             |
| 2023      | コロニアルズ 侵略 Colonials                                   | Spark                         |                             |
| 2023      | Heroes of Extinction                                          | Henry Price                   | オーディオドラマ、1話のみ   |